# Gypsophila sedifolia
Gypsophila sedifolia är en nejlikväxtart som beskrevs av Wilhelm Sulpiz Kurz. Gypsophila sedifolia ingår i släktet slöjor, och familjen nejlikväxter. Inga underarter finns listade i Catalogue of Life.